# کودی مک‌ماینز
کودی مک‌ماینز (انگلیسی: Cody McMains؛ زادهٔ ۴ اکتبر ۱۹۸۵) هنرپیشه اهل ایالات متحده آمریکا است.
از فیلم‌ها یا برنامه‌های تلویزیونی که وی در آن نقش داشته‌است می‌توان به کدبانوهای وامانده، پرونده سرد، رها چون باد، آن را روشن کنید، توماس و راه‌آهن جادویی و مدیسون اشاره کرد.